# 高橋浩之
高橋 浩之（たかはし ひろゆき、1908年3月2日 - 1962年1月23日）は、日本の農林省官僚、農林技官。コシヒカリ生みの親。

## 経歴
広島県高田郡川根村（現在の安芸高田市）出身。旧制三次中学（現在の三次高校）、旧制広島高校卒業。三代続いた医者の息子で、医者になることを望まれたが解剖を嫌い九州大学農学部に進み育種学を専攻。中学時代は落第もしたが大学時代の成績は優秀で、1935年卒業時には九大からただ一人推薦されて農林省農事試験場に採用された。農林技官として関東東山農業試験場（現在の埼玉県鴻巣市）に赴任し小麦の品種改良などを研究。5年後の1940年、新潟県農事試験場に転勤し水稲新品種育成試験地の主任となる。ここで水稲育種指定試験と新品種の育成を行い十数品種の端緒を作った。当時、働き盛りの青壮年の職員はほとんどが戦争に駆り出されていたが、高橋は徴兵検査三ヶ月前の野球大会で腹部を蹴られて膵臓が破裂、「兵に向かず」として兵役を免れ、念願の育種の仕事を続けることが出来たのだった。同試験地の試験田は二ヘクタールもあり、栽植本数は約20万本にも達する。水稲育種の仕事は、それを1本1本丁寧に見て回りいろいろな形質を調べ、優秀な系統を選抜するという作業である。高橋はこれらの管理を一人で行い、新たな人工交配作業に取り組んだ。
太平洋戦争末期、敗色濃厚となった1944年7月末、高橋が取り組んだ人工交配が晩生種の「農林22号」を母とし、早生種の「農林1号」を父とする組み合わせだった。交配作業を無事終え9月下旬に種モミとして収穫されたこの雑種がコシヒカリの始まりとなる。当時試験地の職員はすべて戦場に赴き、高橋だけが職場を守る。この後、戦争の激化で試験どころでなくなり、翌1945年の育種事業は全面中止が決定、育種中の育種材料は、全てモミのまま長期保存することになった。また終戦わずか半月前の8月、空襲により高橋の自宅も丸焼けになり、長年にわたって集めた育種に関する資料も一切に焼失した。しかし高橋が手がけた種子の保存状態は非常に優れ、一年のブランクはあったが、戦後1946年、育種事業が再開され、「農林22号 × 農林1号」のモミは試験田にまかれた。発芽、生長は非常に良好で同年秋、この雑種第一代が誕生した。刈り取りを済ませた同年11月、高橋は人事異動により6年間勤務した新潟を去り、再び関東東山農業試験場へ転任した。高橋はこの後のコシヒカリの育成には全く関わることなく、コシヒカリはこの後、高橋から引き継がれた多くの後進によって創られることとなる。
関東東山農業試験場へ転任後は同所で技術部長、栽培第二部長となり田畑輪換の研究などに功績を残した。1957年、東海近畿農業試験場（現在の三重県津市）に転任、栽培第一部長を務め水田技術の改善や被災水田対策などを行う。
晩年は肺結核が悪化して療養生活に入った。1962年、わが子の栄光を知ることはなく、肺癌により53歳で死去した。死後、勲四等瑞宝章が授与されている。

## 著書
- 『水田移植栽培の技術』（池隆肆共著、1949年、覚張書店）
- 『水田農業の新技術』（1950年、朝日新聞社）
- 『稲作』（渋澤梅次郎共著、1953年、朝倉書店）
- 『稲作増収の基本技術-稲の語る稲作-』（1960年、富民協会）